# Aracuã-de-sobrancelhas
Aracuã-de-sobrancelhas ou chachalaca-de-sobrancelhas (Ortalis superciliaris) é uma espécie de ave da família Cracidae.
Apenas pode ser encontrada no Brasil.
Os seus habitats naturais são: florestas secas tropicais ou subtropicais, florestas subtropicais ou tropicais húmidas de baixa altitude, e matagal húmido tropical ou subtropical.
Esta espécie está ameaçada por perda de habitat.